# Волоки (Рогачёвский район)
Волоки (бел. Валокі) — деревня в Озеранском сельсовете Рогачёвского района Гомельской области Беларуси.

## География

### Расположение
В 34 км на северо-восток от районного центра и железнодорожной станции Рогачёв (на линии Могилёв — Жлобин), 154 км от Гомеля.

## Транспортная сеть
Транспортные связи по просёлочной, затем автомобильной дороге Бобруйск — Гомель. Планировка состоит из прямолинейной меридиональной улицы, к которой с запада присоединяется переулок. Застройка деревянная, двусторонняя, неплотная, усадебного типа.

## История
Основана в начале XX века переселенцами из соседних деревень. Наиболее активная застройка велась в 1920-е годы. В 1932 году жители вступили в колхоз. Во время Великой Отечественной войны в октябре 1943 года оккупанты сожгли деревню и убили 43 жителей. 14 жителей погибли на фронте. Согласно переписи 1959 года в составе колхоза «XVII партсъезд» (центр — деревня Великая Крушиновка).

## Население

### Численность
- 2004 год — 13 хозяйств, 20 жителей.

### Динамика
- 1940 год — 40 дворов, 218 жителей.
- 1959 год — 172 жителя (согласно переписи).
- 2004 год — 13 хозяйств, 20 жителей.